# 城所あゆねのグランパスタイム
『城所あゆねのグランパスタイム』（きどころあゆねのグランパスタイム）は、2023年4月2日からCBCラジオで放送されている情報番組。

## 概要
CBCラジオでは初となる名古屋グランパスエイトの応援情報番組であり、2024年現在中京地区で唯一の名古屋グランパス応援に特化した番組である。CBCテレビではかつてグランパスの応援情報番組としてグランパスTV（2014年4月にスーパーグランパスTVに改称）が放送されていたが2014年12月に終了しており、2024年現在、CBCラジオ及びCBCテレビでは唯一のグランパスの応援情報番組である。
グランパスの様々な情報の他、城所あゆねが実際に試合を観戦した様子なども伝えている。
4月から9月の放送は録音番組であり、グランパスの試合結果及び城戸あゆねの観戦のレポートが中心である。10月から3月の放送は録音番組であるが、生放送の時もある。グランパスの試合結果の他、情報、ゲストとのトークが加わる。

## 放送時間
現在
- 毎週土曜日 22:45 - 23:00　（2025年3月29日 - ）

過去
- 毎週日曜日 12:50 - 13:00　（2023年4月2日 - 2023年9月30日）[3][4]
- 毎週木曜日 21:00 - 21:40　（2023年10月5日 - 2024年3月28日）[5][6]
- 毎週月曜日 12:20 - 12:30 （2024年4月1日 - 9月23日）
- 毎週金曜日 21:00 - 21:40　（2024年10月3日 - 2025年3月21日）

## パーソナリティー
- 城所あゆね

大学時代にグランパスにはまり、ホームの試合は全て観戦している。2021年4月22日の名古屋グランパス対ガンバ大阪の試合を観戦時にゴールの瞬間にパワフルなガッツポーズをした姿が中継で映し出され、ガッツポーズでSNSで拡散され「ガッツポーズお姉さん」として話題になった。その後モデル・タレントとして活動。